# Koolhoven F.K.50

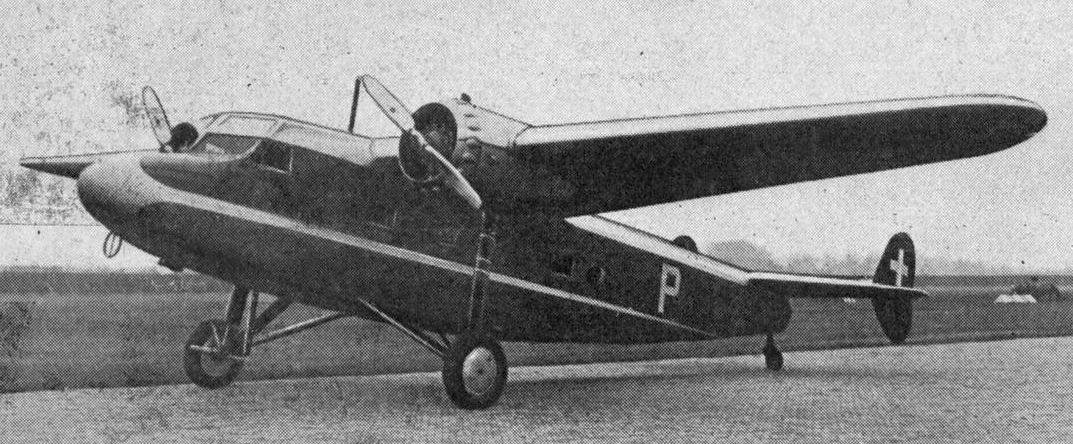
Koolhoven FK-50A (1938)

De Koolhoven F.K.50 was een passagiersvliegtuig gebouwd door vliegtuigenfabriek Koolhoven. Het was een conventionele tweemotorige hoogdekker met de motoren aan beide voorkanten van de vleugels. De romp was gemaakt van stalen buizen met linnen bespanning, de vleugels en vleugelbekleding waren van hout. Het landingsgestel bestond uit 2 wielen bevestigd onder beide motorgondels en een staartwiel.
De F.K.50 was ontworpen om aan de specificaties van de Zwitserse luchtvaartmaatschappij Swiss Alpar te voldoen. Het eerste toestel begon in oktober 1935 met een wekelijkse lijnvlucht tussen Bern en Croyden (Engeland).   

## Varianten
Van de F.K.50 zijn er twee gebouwd. Een derde toestel, type F.K.50A, had een staart met twee verticale staartvlakken en een iets langere neus. Dit toestel heeft vanaf 1947 nog commercieel gevlogen in Liberia tot het in 1962 verongelukte vlak bij Monrovia.
Een militaire variant, de F.K.50B bommenwerper, kwam nooit verder dan de tekentafel.

## Specificaties
- Type: Koolhoven F.K.50
- Ontwerper: Frits Koolhoven
- Bemanning: 2
- Passagiers: 8
- Lengte: 14,0 m
- Spanwijdte: 18,0 m
- Hoogte: 3,7 m
- Leeggewicht: 2730 kg
- Maximum gewicht: 4250 kg

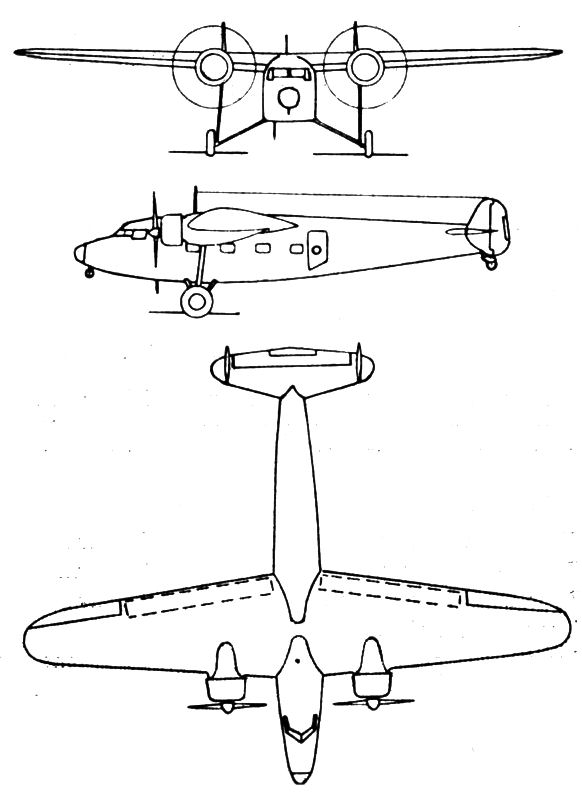
Koolhoven FK-50A tekening (1938)

- Motor: 2 × Pratt & Whitney Wasp Junior T1B negencilinder stermotor, 400 pk
- Propeller: Tweeblads met variabele spoed
- Eerste vlucht: 18 september 1935
- Laatste vlucht: 1962
- Aantal gebouwd: 3

Prestaties
- Kruissnelheid: 255 km/h
- Maximumsnelheid: 265 km/h
- Landingssnelheid: 95 km/h
- Plafond: 5500 m (1800 m op 1 motor)
- Klimsnelheid: 4,75 m/s
- Vliegbereik 1000 km